# Kwoma
Le kwoma (ou washkuk) est une langue papoue parlée en Papouasie-Nouvelle-Guinée, dans la province de Sepik oriental.

## Classification
Le kwoma fait partie des langues nukuma, un des groupes qui composent la famille des langues sepik.

## Phonologie
Les voyelles et les consonnes du kwoma sont :

### Voyelles
|         | Antérieure | Centrale | Postérieure |
| ------- | ---------- | -------- | ----------- |
| Fermée  | i [i]      | ɨ [ɨ]    | u [u]       |
| Moyenne | e [e]      |          | o [o]       |
| Ouverte | ɛ [ɛ]      |          | ɔ [ɔ] ɑ [ɑ] |

### Consonnes
|              |                  | Bilabiales | Alvéolaires | Post-alv. | Dorsales | Dorsales  | Glottales |
| ------------ | ---------------- | ---------- | ----------- | --------- | -------- | --------- | --------- |
| Palatales    | Vélaires         | Bilabiales | Alvéolaires | Post-alv. |          |           | Glottales |
| Occlusives   | Sourde           | p [p]      | t [t]       |           |          | k [k]     | ʔ [ʔ]     |
| Occlusives   | Sourde labial.   | pw [pʷ]    |             |           |          | kw [kʷ]   |           |
| Occlusives   | Sonore prénasal. | mb [m͡b]    | nd [n͡d]     |           |          | ŋg [ŋ͡g]   |           |
| Occlusives   | Sonore labial.   |            |             |           |          | ŋgw [ŋ͡gʷ] |           |
| Fricative    | Sourde           |            | s [s]       | ɕ [ɕ]     |          |           | h [h]     |
| Fricative    | Sonore           | β [β]      |             |           |          |           |           |
| Affriquée    | Sourde           |            |             | tɕ [t͡ɕ]   |          |           |           |
| Affriquée    | prénasal.        |            | ntʝ [n͡t͡ʝ]   |           |          |           |           |
| Nasale       | Simple           | m [m]      | n [n]       |           | ɲ [ ɲ]   |           |           |
| Nasale       | Labial.          | mw [mʷ]    |             |           |          |           |           |
| Roulée       | Roulée           |            | r [r]       |           |          |           |           |
| Semi-voyelle | Semi-voyelle     | w [w]      |             |           | y [ j]   |           |           |

## Sources
- (en) Anonyme, 2011, Kwoma Organised Phonology Data, Ukarumpa, SIL.